# Escaryus paucipes
Escaryus paucipes är en mångfotingart som beskrevs av Chamberlin 1946. Escaryus paucipes ingår i släktet Escaryus och familjen småjordkrypare. Inga underarter finns listade i Catalogue of Life.